# Ameixoeira (metropolitana di Lisbona)
Ameixoeira è una stazione della linea Gialla della metropolitana di Lisbona.
La stazione è stata inaugurata nel 2004.

## Interscambi
Nelle vicinanze della stazione effettua fermata una linea automobilistica urbana, gestit da Carris.
- Fermata autobus